# Kesambe Baru
Kesambe Baru is een bestuurslaag in het regentschap Rejang Lebong van de provincie Bengkulu, Indonesië. Kesambe Baru telt 2263 inwoners (volkstelling 2010).